# World Ports Classic 2015
De 4e editie van de wielerwedstrijd World Ports Classic vond in 2015 plaats op 23 en 24 mei. De eerste etappe bracht het peloton van Rotterdam naar Antwerpen. In de tweede etappe reden de renners terug, over een ander parcours. De ronde maakte deel uit van de UCI Europe Tour 2015, in de categorie 2.1. In 2014 won de Nederlander Theo Bos. Dit jaar won de Belg Kris Boeckmans.

## Deelnemende ploegen
| WorldTour     | ProContinentaal              | Continentaal            |
| ------------- | ---------------------------- | ----------------------- |
| LottoNL-Jumbo | Roompot Oranje Peloton       | Join-S-De Rijke         |
| Astana        | Bora-Argon 18                | Metec-TKH               |
| Lotto Soudal  | Bretagne-Séché Environnement | Roubaix Lille Métropole |
| Giant-Alpecin | Cofidis                      | Wallonie-Bruxelles      |
|               | Cult Energy                  |                         |
|               | MTN-Qhubeka                  |                         |
|               | Europcar                     |                         |
|               | Topsport Vlaanderen-Baloise  |                         |
|               | Unitedhealthcare             |                         |
|               | Wanty-Groupe Gobert          |                         |

## Etappe-overzicht
| etappe | datum  | start     | finish    | type       | afstand | winnaar         | klassementsleider |
| ------ | ------ | --------- | --------- | ---------- | ------- | --------------- | ----------------- |
| 1e     | 23 mei | Rotterdam | Antwerpen | Vlakke rit | 195 km  | Andrea Guardini | Andrea Guardini   |
| 2e     | 24 mei | Antwerpen | Rotterdam | Vlakke rit | 164 km  | Kris Boeckmans  | Kris Boeckmans    |

## Etappe-uitslagen

### 1e etappe
| Rotterdam - Antwerpen (195 km) |                             |                              |          |
| Plaats                         | Naam                        | Ploeg                        | Tijd     |
| Winnaar                        | Andrea Guardini             | Astana                       | 4u03'11" |
| 2                              | Yauheni Hutarovich          | Bretagne-Séché Environnement | z.t.     |
| 3                              | Kris Boeckmans              | Lotto Soudal                 | z.t.     |
| 4                              | Barry Markus                | LottoNL-Jumbo                | z.t.     |
| 5                              | Dylan Groenewegen           | Roompot Oranje Peloton       | z.t.     |
| 6                              | Rudy Barbier                | Roubaix Lille Métropole      | z.t.     |
| 7                              | Edward Theuns               | Topsport Vlaanderen-Baloise  | z.t.     |
| 8                              | Reinardt Janse van Rensburg | MTN-Qhubeka                  | z.t.     |
| 9                              | Roy Jans                    | Wanty-Groupe Gobert          | z.t.     |
| 10                             | Sam Bennett                 | Bora-Argon 18                | z.t.     |

| Algemeen klassement |                    |                              |          |
| Plaats              | Naam               | Ploeg                        | Tijd     |
| Blauwe trui         | Andrea Guardini    | Astana                       | 4u03'01" |
| 2                   | Yauheni Hutarovich | Bretagne-Séché Environnement | + 04"    |
| 3                   | Kris Boeckmans     | Lotto Soudal                 | + 0+"    |
| 4                   | Jelle Wallays      | Topsport Vlaanderen-Baloise  | z.t.     |
| 5                   | Rudy Barbier       | Roubaix Lille Métropole      | + 07"    |
| 6                   | Tiesj Benoot       | Lotto Soudal                 | + 08"    |
| 7                   | Ronan van Zandbeek | Join-S-De Rijke              | z.t.     |
| 8                   | Wesley Kreder      | Roompot Oranje Peloton       | + 09"    |
| 9                   | Barry Markus       | LottoNL-Jumbo                | + 10"    |
| 10                  | Dylan Groenewegen  | Roompot Oranje Peloton       | z.t.     |

### 2e etappe
| Antwerpen - Rotterdam (164 km) |                     |                             |          |
| Plaats                         | Naam                | Ploeg                       | Tijd     |
| Winnaar                        | Kris Boeckmans      | Lotto Soudal                | 3u29'54" |
| 2                              | Danilo Napolitano   | Wanty-Groupe Gobert         | z.t.     |
| 3                              | Alessandro Bazzana  | Unitedhealthcare            | z.t.     |
| 4                              | Ramon Sinkeldam     | Giant-Alpecin               | z.t.     |
| 5                              | Michael Van Staeyen | Cofidis                     | z.t.     |
| 6                              | Roy Jans            | Wanty-Groupe Gobert         | z.t.     |
| 7                              | Edward Theuns       | Topsport Vlaanderen-Baloise | z.t.     |
| 8                              | Rudy Barbier        | Roubaix Lille Métropole     | z.t.     |
| 9                              | Mike Teunissen      | LottoNL-Jumbo               | z.t.     |
| 10                             | Johim Ariesen       | Metec-TKH                   | z.t.     |

## Eindklassementen
| Plaats      | Naam                 | Ploeg                        | Tijd     |
| ----------- | -------------------- | ---------------------------- | -------- |
| Blauwe trui | Kris Boeckmans       | Lotto Soudal                 | 7u32'48" |
| 2           | Danilo Napolitano    | Wanty-Groupe Gobert          | + 11"    |
| 3           | Yauheni Hutarovich   | Bretagne-Séché Environnement | z.t.     |
| 4           | Rudy Barbier         | Roubaix Lille Métropole      | + 12"    |
| 5           | Alessandro Bazzana   | Unitedhealthcare             | + 13"    |
| 6           | Tiesj Benoot         | Lotto Soudal                 | + 15"    |
| 7           | Edward Theuns        | Topsport Vlaanderen-Baloise  | + 17"    |
| 8           | Roy Jans             | Wanty-Groupe Gobert          | z.t.     |
| 9           | Michael Van Staeyen  | Cofidis                      | z.t.     |
| 10          | Johim Ariesen        | Metec-TKH                    | z.t.     |
| 11          | Mike Teunissen       | LottoNL-Jumbo                | z.t.     |
| 12          | Jürgen Roelandts     | Lotto Soudal                 | z.t.     |
| 13          | Timo Roosen          | LottoNL-Jumbo                | z.t.     |
| 14          | Sam Bennett          | Bora-Argon 18                | + 23"    |
| 15          | Raymond Kreder       | Roompot Oranje Peloton       | z.t.     |
| 16          | Pieter Vanspeybrouck | Topsport Vlaanderen-Baloise  | + 24"    |
| 17          | Barry Markus         | LottoNL-Jumbo                | + 25"    |
| 18          | Coen Vermeltfoort    | Join-S-De Rijke              | z.t.     |
| 19          | Oliver Naesen        | Topsport Vlaanderen-Baloise  | z.t.     |
| 20          | Ronan van Zandbeek   | Join-S-De Rijke              | z.t.     |

| Plaats      | Naam              | Ploeg                   | Punten |
| ----------- | ----------------- | ----------------------- | ------ |
| Groene trui | Kris Boeckmans    | Lotto Soudal            | 48     |
| 2           | Rudy Barbier      | Roubaix Lille Métropole | 33     |
| 3           | Danilo Napolitano | Wanty-Groupe Gobert     | 30     |
|             |                   |                         |        |
| 10          | Barry Markus      | LottoNL-Jumbo           | 19     |

| Plaats     | Naam           | Ploeg                       | Tijd     |
| ---------- | -------------- | --------------------------- | -------- |
| Witte trui | Rudy Barbier   | Roubaix Lille Métropole     | 7u33'00" |
| 2          | Tiesj Benoot   | Lotto Soudal                | + 03"    |
| 3          | Edward Theuns  | Topsport Vlaanderen-Baloise | + 05"    |
|            |                |                             |          |
| 5          | Mike Teunissen | LottoNL-Jumbo               | z.t.     |

## Klassementenverloop
| Etappe       | Winnaar         | Algemeen klassement · | Puntenklassement · | Jongerenklassement · | Ploegenklassement |
| ------------ | --------------- | --------------------- | ------------------ | -------------------- | ----------------- |
| 1            | Andrea Guardini | Andrea Guardini       | Andrea Guardini    | Rudy Barbier         | Cofidis           |
| 2            | Kris Boeckmans  | Kris Boeckmans        | Kris Boeckmans     | Rudy Barbier         | Lotto Soudal      |
| 0Eindstanden | 0Eindstanden    | Kris Boeckmans        | Kris Boeckmans     | Rudy Barbier         | Lotto Soudal      |

2012 · 
2013 ·
2014 ·
2015
Etappewedstrijden

 Ster van Bessèges · 
 Ronde van de Algarve · 
 Ruta del Sol · 
 Ronde van de Haut-Var · 
 Driedaagse van West-Vlaanderen · 
 Internationale Wielerweek · 
 Internationaal Wegcriterium · 
 Driedaagse van De Panne-Koksijde · 
 Ronde van de Sarthe · 
 Ronde van Castilië en León · 
 Ronde van Trentino · 
 Ronde van Kroatië · 
 Ronde van Turkije · 
 Ronde van Yorkshire · 
 Ronde van Asturië · 
 Vierdaagse van Duinkerke · 
 Ronde van Azerbeidzjan · 
 Ronde van Madrid · 
 Ronde van Beieren · 
 Ronde van Picardië · 
 Ronde van Noorwegen · 
 World Ports Classic · 
 Tour des Fjords · 
 Ronde van Estland · 
 Ronde van België · 
 Ronde van Luxemburg · 
 Boucles de la Mayenne · 
 Ster ZLM Toer · 
 Ronde van Slovenië · 
 Route du Sud · 
 Sibiu Cycling Tour · 
 Ronde van Oostenrijk · 
 Ronde van Wallonië · 
 Ronde van Portugal · 
 Ronde van Burgos · 
 Ronde van Denemarken · 
 Ronde van de Ain · 
 Ronde van Tsjechië · 
 Arctic Race of Norway · 
 Ronde van de Limousin · 
 Ronde van Poitou-Charentes · 
 Ronde van Groot-Brittannië · 
 Ronde van Gévaudan Languedoc-Roussillon · 
 Eurométropole Tour
Eendaagse wedstrijden

 Trofeo Santanyí-Ses Salines-Campos · 
 Trofeo Andratx-Mirador d'Es Colomer · 
 Trofeo Serra de Tramuntana · 
 Trofeo Playa de Palma-Palma · 
 GP La Marseillaise · 
 Grote Prijs van de Etruskische Kust · 
 Ronde van Murcia · 
 Clásica de Almería · 
 Trofeo Laigueglia · 
 Omloop Het Nieuwsblad · 
 Classic Sud Ardèche · 
 GP Lugano · 
 La Drôme Classic · 
 Kuurne-Brussel-Kuurne · 
 Le Samyn · 
 Strade Bianche · 
 Ronde van Drenthe · 
 Dwars door Drenthe · 
 Nokere Koerse · 
 GP Nobili Rubinetterie · 
 Handzame Classic · 
 Ronde van Zeeland Seaports · 
 Classic Loire-Atlantique · 
 Grote Prijs van Cholet-Pays de Loire · 
 Dwars door Vlaanderen · 
 Classica Corsica · 
 Route Adélie de Vitré · 
 Grote Prijs Miguel Indurain · 
 Volta Limburg Classic · 
 Ronde van La Rioja · 
 Parijs-Camembert · 
 Scheldeprijs · 
 Klasika Primavera · 
 Brabantse Pijl · 
 GP Denain · 
 Ronde van de Finistère · 
 Tro Bro Léon · 
 La Roue Tourangelle · 
 Ronde van de Apennijnen · 
 Grote Prijs van de Somme · 
 Grote Prijs van Plumelec · 
 ProRace Berlin · 
 Boucles de l'Aulne · 
 GP Kanton Aargau · 
 Ronde van Keulen · 
 Ronde van Limburg · 
 Velothon Wales · 
 Halle-Ingooigem · 
 Trofeo Matteotti · 
 GP Cerami · 
 GP Industria & Artigianato-Larciano · 
 Prueba Villafranca de Ordizia · 
 Ronde van Toscane · 
 Circuito de Getxo · 
 Polynormande · 
 RideLondon Classic · 
 GP Stad Zottegem · 
 Arnhem-Veenendaal Classic · 
 GP Jef Scherens · 
 Druivenkoers Overijse · 
 Schaal Sels · 
 Brussels Cycling Classic · 
 GP Fourmies · 
 Velothon Stockholm · 
 Ronde van de Doubs · 
 Coppa Bernocchi · 
 Coppa Agostoni · 
 GP van Wallonië · 
 Kampioenschap van Vlaanderen · 
 Memorial Marco Pantani · 
 Grote Prijs Impanis-Van Petegem · 
 GP van Isbergues · 
 GP Industria & Commercio di Prato · 
 Omloop van het Houtland · 
 Duo Normand · 
 Ronde van de Drie Valleien · 
 Milaan-Turijn · 
 Ronde van Piemonte · 
 Ronde van het Münsterland · 
 Ronde van de Vendée · 
 Memorial Frank Vandenbroucke · 
 Coppa Sabatini · 
 Parijs-Bourges · 
 Ronde van Emilia · 
 GP Beghelli · 
 Parijs-Tours · 
 Nationale Sluitingsprijs · 
 Chrono des Nations